# Warm Valley
Warm Valley è un album di Art Farmer, pubblicato dalla Concord Jazz Records nel 1983. Il disco fu registrato nel settembre del 1982 al Soundmixers di New York (Stati Uniti).

## Tracce
Lato A
1. Moose the Mooche – 4:29 (Charlie Parker)
2. And Now There's You – 5:08 (Fred Hersch)
3. Three Little Words – 4:49 (Bert Kalmar, Harry Ruby)
4. Eclypso – 5:27 (Tommy Flanagan)

Lato B
1. Sad to Say – 5:33 (Benny Golson)
2. Upper Manhattan Medical Group – 5:38 (Billy Strayhorn)
3. Warm Valley – 7:51 (Duke Ellington)

## Musicisti
- Art Farmer - flicorno
- Fred Hersch - pianoforte
- Ray Drummond - contrabbasso
- Akira Tana - batteria